# Système de zones humides d'Ørland
Le système de zones humides d'Ørland est un site Ramsar situé à Ørland dans le Trøndelag et créé en 1985. Il se compose d'une réserve naturelle et trois aires protégées pour les oiseaux. L'ensemble a une superficie de 29,2 km2, terres et mers confondues. 
Le système de zones humides se compose de quatre zones côtières peu profondes: réserve naturelle de Grandefjæra, zones de protection animale de Hovsfjæra, Innstrandfjæra et Kråkvågsvaet.
Plusieurs de ces endroits sont découverts à marée basse, de sorte que des vasières apparaissent. Ces vasières et les zones d'eau peu profonde sont attrayantes pour plusieurs types d'oiseaux, à la fois ceux qui y vivent et ceux qui n'y font que passer lors de leur migration. La région est particulièrement importante pour les canards, les cygnes et les échassiers lors de leur migration au printemps et en automne. Parmi les espèces typiques de la zone, on trouve macreuse noire, macreuse brune, eider à duvet et cygne. 